# Birkebeiner

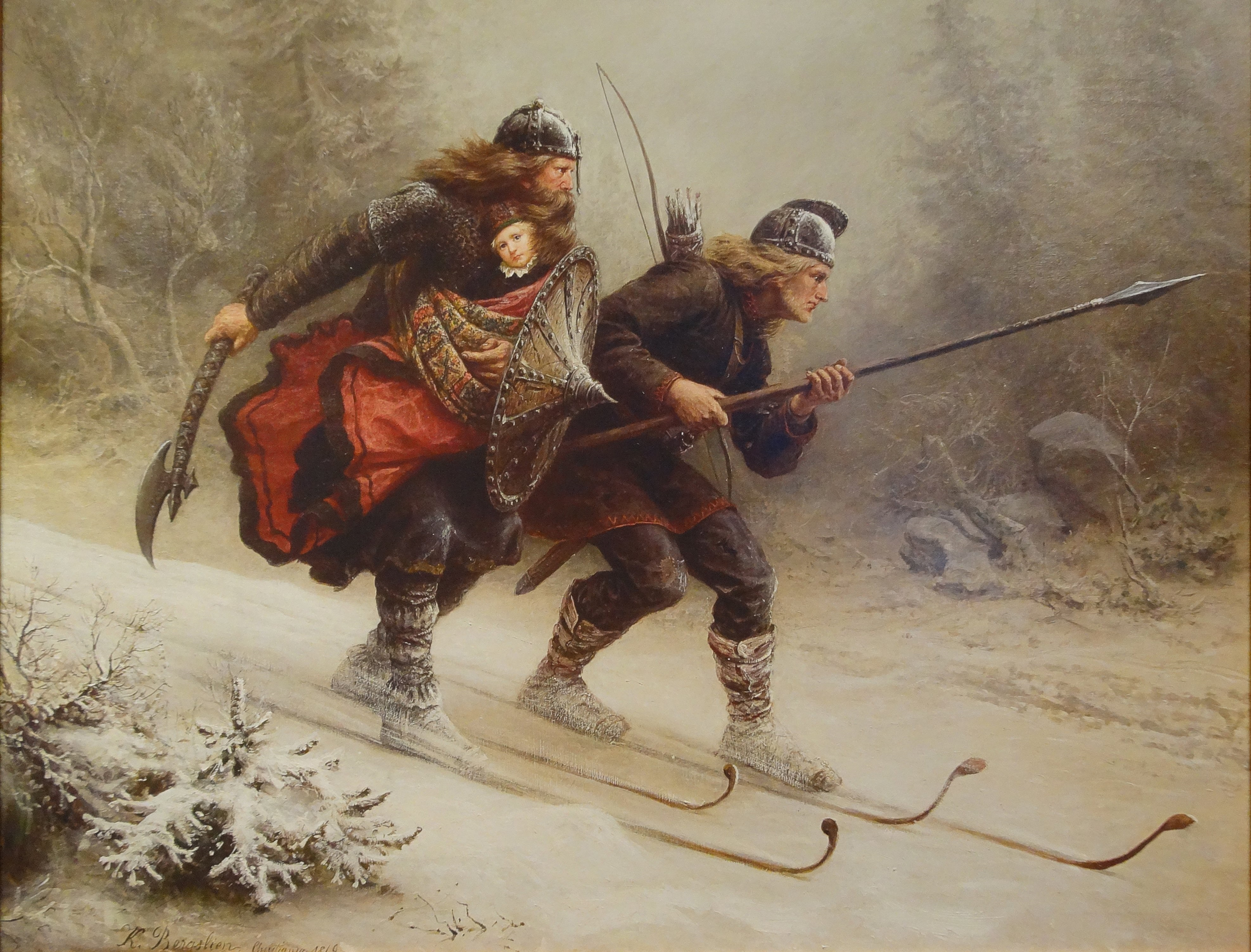
Die Birkebeiner von Knud Bergslien aus dem Jahre 1869 zeigt Torstein Skevla und Skjervald Skrukka, die 1206 den Königssohn Håkon Håkonsson retten

Birkebeiner (norrøn: birkibeinar) war der Name einer politischen Gruppierung und ihrer Anhänger in der norwegischen Bürgerkriegszeit. Ihr erster Anführer war Øystein Møyla (1157–1177).
Die Bezeichnung ist ein Spottname, der von ihren politischen Gegnern aufgebracht wurde. Nach einer anfänglichen Niederlage mussten die Rebellen in die Wälder flüchten und ihre Waden als Ersatz für die zerschlissene Kleidung mit Birkenrinde umwickeln, um sie vor der Kälte zu schützen.

## Hintergrund
Der Aufstand richtete sich gegen Øystein Møyla, der ein Sohn von König Øystein Haraldsson und Enkel von Harald Gille war. Telemark schloss sich dem Aufstand gegen die Machthaber im Oslofjord an. Sie kamen plündernd aus dem nördlichen Hochland. Doch die Lendmenn und Bauern zwangen sie zurück in die Wälder und ins Ödland. Øystein Møyla starb 1178 in der verlorenen Schlacht von Re.
Die Reste der Birkebeiner sammelten sich um Sverre Sigurdsson, der 1176 nach Norwegen kam und sich Øystein Møyla angeschlossen hatte. Ihnen gelang es – vom schwedischen Königshaus unterstützt – Schiffe zu bekommen und sie fuhren nach Nidaros, wo sie sofort Verbündete fanden. Dort überfielen sie 1177 den obersten Lendmann (Lehnsmann) der Stadt Trondheim Erling Skakke, der inzwischen zum König von Norwegen gekrönt war. Erling Skakke wurde in der Schlacht getötet.
Sie täuschten eine Niederlage vor und überfielen dann die im Siegesrausch trunkenen Gegner. Dabei soll Sverre ein Nebel in Nidaros geholfen haben, der als göttliches Zeichen angesehen wurde. Die Sverris Saga erzählt von unmenschlichen Strapazen und Siegen über den vielfach überlegenen Gegner. Der Bürgerkrieg war so grausam, dass er in zahlreichen Sagas verewigt wurde. Als 1177 der letzte Gegenkönig Øystein Møyla getötet wurde und das Drachenbanner (Wyvern) Sverris über Nidaros wehte, kamen die Birkebeiner an die Macht.
Ihr Erfolg lag in ihrer Strategie, die hauptsächlich vom Anführer Sverre Sigurdsson entwickelt wurde und die der heutigen Guerillataktik nahekam. Sverres Stil der Kriegsführung wich von der traditionellen Schlachtordnung geballter Kämpfer mit dem Königszeichen an der Spitze und zusammengebundenen Schiffen im Seekampf entscheidend ab. Er hielt sich mehr dirigierend im Hintergrund und stellte seine Truppen in kleineren getrennten und sehr beweglichen Einheiten auf. Kritiker legten ihm dies oft als Feigheit aus.
Er ließ größere und höherbordige Schiffe bauen und legte größere Befestigungen an, als bis dahin in Norwegen üblich, insbesondere bevorzugte er steinerne Burgen. Außerdem scheute er den Kampf zur Nachtzeit nicht, so 1183 gegen Bergen.
1178 oder 1179 besiegte er in der Schlacht von Kalvskinn und 1180 in der Schlacht von Ilevollen König Magnus Erlingsson, den Sohn Erling Skakkes. 1194 ließ er sich von ihm wohlgesonnenen Bischöfen krönen. Aber es dauerte bis zur Wahl Håkon Håkonssons (Sverres Enkel) im Jahre 1217, bis die vollständige Kontrolle erreicht war. Sverre begründete damit das hochadlige Geschlecht „Sverre-ætt“.
Die Birkebeiner blieben bis 1319 an der Macht, als Magnus Eriksson, auch genannt Magnus VII., die Krone Norwegens erbte und ein Jahr später als Magnus II. zum König von Schweden gewählt wurde.
Eine Geschichte hat die Birkebeiner bis heute berühmt gemacht: Die Birkebeiner waren bereits zur herrschenden Aristokratie aufgestiegen, als sich gegen diese ein neuer Aufstand regte. Es begannen die Baglerkriege.
König Håkon Sverreson, der Sohn König Sverres, war gerade gestorben, und dessen Sohn Håkon Håkonsson war noch ein Kleinkind, da trachteten die Bagler dem Kind nach dem Leben; denn er war nun die von den Birkebeinern identifizierte Kristallisationsfigur mit Königsheil. Die Saga berichtet, die Birkebeiner hätten ihn sofort zu König Inge II. Bardsson gebracht. Nach einer Pause in Lillehammer (erste Erwähnung Lillehammers) an Weihnachten seien die beiden besten Skiläufer Torstein Skjevla und Skjervald Skrukka wegen der überall zu erwartenden Bagler nicht den normalen Weg durch Gudbrandsdalen, sondern über die Berge nach Østerdalen gezogen, und dies bei Frost, Schneetreiben und sehr schlechtem Wetter. Im Gedenken an diese besondere Tat gibt es seit 1932 Ski-Langlaufrennen: Birkebeinerløpet (Langstreckenlauf rund 20 km), Birkebeinerrennet (Langstrecken-Skilanglauf, rund 50 km) und Birkebeinerrittet (Langstrecken-Querfeldein-Radrennen rund 90 km).

## Mediale Rezeption
- Der Königssohn von Gunnar Gunnarssohn
- The Last King – Der Erbe des Königs,[1] auch: The Last King – Schlacht der Könige[2] (Birkebeinerne), NOR, DAN, SWE, IRL, HUN 2016, Regie: Nils Gaup